# Zaprochilinae
Zaprochilinae (лат.) — подсемейство кузнечиков. Эндемики Австралии.

## Распространение
Встречаются в Австралии.

## Описание
Голова прогнатическая, форма тела палочковидная как у палочников. Обитают и питаются на цветах. Есть крылатые, короткокрылые и бескрылые формы (самки у Kawanaphila).

## Классификация
4 рода, около 20 видов. Близки к подсемейству Saginae, отсюда и название группы Austrosaginae. Иногда включают в состав Phasmodinae.
- Anthophiloptera Rentz & Clyne, 1983
- Kawanaphila Rentz, 1993
- Windbalea Rentz, 1993
- Zaprochilus Caudell, 1909